# Atalik
Atalik o Ataliq (tàtar Atalıq Аталык) fou el títol donat als tutors dels kans infants inicialment a l'Horda d'Or i després als altres kanats tàtars i a Geòrgia. També es va estendre aquesta denominació a l'Imperi Mogol de l'Índia. Era similar al Lala Paixà de l'Imperi Otomà.
Originalment els deures e l'atalik consistien a supervisar l'educació del príncep hereu i mirar per la seva casa. Profgressivament l'atalik va esdevenir un cortesà amb una dignitat cada cop més important, que va arribar a equiparar-se al diwanbegi o al gran visir. La dignitat va esdevenir hereditària. En alguns casos els ataliks van governar algunes regions o van dirigir exèrcits mentre el kan era menor. Els ataliks de Bukharà van arribar a usurpar el tron. També a Kashgària un atalik (Atalik Ghazi) va exercir el poder. Al kanat de Khivà l'atalik era un conseller d'estat, que havia de ser un uzbek i n'hi havia generalment un a cada ciutat.